# Muzej iluzijske umjetnosti Prag
Muzej iluzijske umjetnosti Prag (IAM Prague) osnovali su 2018. godine Jakub Bechyně i Jonathan Hoffmann. Prvi je muzej u Češkoj, posvećen iluziji i trik umjetnosti, smješten u neorenesansnoj zgradi u samom centru Praga.

## Povijest
U početku su se muzejske iluzijske umjetničke instalacije nalazile prvenstveno na prvom katu zgrade "Dum u Červene lisky", dok je drugi kat bio posvećen prikazivanju nadolazećih djela lokalnih umjetnika. Prva takva privremena izložba bila je umjetnička izložba Patrika Proška "Na rubu stvarnosti". Danas je cijela izložba posvećena iluzijskoj umjetnosti.
Uz ranobarokno oslikane stropove, u Muzeju se nalazio i i gotički podrum iz 12. stoljeća koji uključuje dio izvornog Starogradskog trga, dodajući jedinstvenu komponentu ukupnom doživljaju. Ovaj gotički podrum koristio se kao galerijski prostor za rotirajuće izložbe. U prošlosti se ondje nalazila izložba slika u suradnji s kineskim konzulatom u Češkoj i Sečuanskom akademijom likovnih umjetnosti, prikazujući percepciju kineskih učenika o Češkoj. U navedenim prostorijama se nalazila prva NFT galerija Crypto Portal. 
Muzej iluzijske umjetnosti se od sredine 2022. godine nalazi u ulici Melantrichova 2 u Pragu.

## Trenutna izložba
U muzeju su izložena brojna djela utemeljena na konceptu optičkih iluzija. Uz trik umjetnost, možete se diviti misteriju stereograma, anamorfnim instalacijama, retrospektivnim iluzijama i brojnim zanimljivim eksponatima. Većina instalacija prikazuje ugledne osobnosti, poput Williama Shakespearea, Tomáša Baťe i Nikole Tesle. Muzej je također usredotočen na obrazovni aspekt svojih instalacija, demonstrirajući značajne češke povijesne događaje i organizirajući vođene ture za djecu i učenike svih dobnih skupina.
Posjetitelji mogu isprobati i svjetlosnu umjetničku tehniku koju je razvio umjetnik Alex Dowis, a predstavio ju je na brojnim međunarodno priznatim natjecanjima za talente, uključujući America's Got Talent.
Instalacije prikazane u IAM Pragu djela su čeških i međunarodno priznatih umjetnika, poput Patrika Hughesa, koji je razvio tehniku obrnute perspektive, Patrika Proška,  prepoznatljivog po svojim anamorfnim instalacijama i projektima širom Azije, Davida Strauzza, umjetnika mješovitih medija i mnogi drugi.

## Virtualni obilazak
Osim osobnog posjeta, moguće je posjetiti IAM Prag iz svih krajeva svijeta. Kao odgovor na pandemiju koronavirusa pripremljen je opsežni virtualni obilazak cijele izložbe. Dostupna je na web stranici muzeja, sadrži 3D model zgrade, zajedno s dopunjenom multimedijom i tekstom za obogaćivanje iskustva.